# Dalibarda geoides
Dalibarda geoides là loài thực vật có hoa trong họ Hoa hồng. Loài này được (Sm.) Pers. mô tả khoa học đầu tiên năm 1807.